# Vișovgrad, Veliko Tărnovo
Vișovgrad (în bulgară Вишовград) este un sat în comuna Pavlikeni, regiunea Veliko Tărnovo,  Bulgaria. 

## Demografie
Componența etnică a satului Vișovgrad
     Turci (1,25%)
     Bulgari (95,91%)
     Nicio identificare (0,62%)
     Altele (2,2%)
La recensământul din 2011, populația satului Vișovgrad era de 318 locuitori. Din punct de vedere etnic, majoritatea locuitorilor (95,91%) erau bulgari, cu o minoritate de turci (1,25%). Pentru 0,62% din locuitori nu este cunoscută apartenența etnică.